# Hacène Djemaâ
Hacène Djemaâ (Argel, Argelia francesa, 6 de enero de 1942) es un exfutbolista de Argelia que jugó en la posición de centrocampista.

## Carrera

### Club
| Periodo   | Club          |
| --------- | ------------- |
| 1962-1964 | USM Alger     |
| 1964-1969 | CR Belouizdad |

### Selección nacional
Debutó con Argelia el 6 de mayo de 1966 en una derrota por 0-1 ante Marruecos y su último partido fue el 17 de noviembre de 1968 en una derrota por 1-2 ante Túnez. Jugó en 10 ocasiones con la selección nacional y anotó un gol, y participó en la Copa Africana de Naciones 1968.

## Logros
- Campeonato Nacional de Argelia (4): 1962-63, 1964-65, 1965-66, 1968-69
- Copa de Argelia (2): 1965-66, 1968-69